# Бурганеф
Бурганеф (фр. Bourganeuf) насеље је и општина у централној Француској у региону Лимузен, у департману Крез која припада префектури Гере.
По подацима из 2011. године у општини је живело 2830 становника, а густина насељености је износила 125,55 становника/km². Општина се простире на површини од 22,54 km². Налази се на средњој надморској висини од 413 метара (максималној 602 m, а минималној 380 m).

## Демографија
| 1962. | 1968. | 1975. | 1982. | 1990. | 1999. | 2011. |
| ----- | ----- | ----- | ----- | ----- | ----- | ----- |
| 3.310 | 3.804 | 3.637 | 3.738 | 3.385 | 3.163 | 2.830 |

График промене броја становника у току последњих година